# Мансурян, Алиреза
Алиреза Мансурян (перс. علیرضا منصوریان‎; род. 2 декабря 1971, Тегеран) — иранский футболист и футбольный тренер.

## Клубная карьера
Мансурян родился в Тегеране. Начинал и заканчивал свою карьеру футболиста Мансурян в тегеранском «Эстегляле», с которым он достиг наивысших своих достижений на клубном уровне: дважды становясь чемпионом Ирана и дважды обладателем Кубка Ирана. За время своей карьеры он также успел поиграть за клубы сингапурской С-Лиги «Балестье Сентрал» и «Гейланг Юнайтед». В 1998 году он перебрался в греческую команду «Ксанти», фанаты которой собрали недостающие средства для этого трансфера. За «Ксанти» Мансурян провёл полтора сезона, приняв участие в 23 матчах. В декабре 1999 года Мансурян перешёл в другой греческий клуб «Аполлон Смирнис», где за полгода он провёл 7 игр и забил 1 гол. После вылета этой команды из элитного дивизиона Греции Мансурян продолжил карьеру в немецком «Санкт-Паули», вместе с этим клубом Мансурян пробился из Второй Бундеслиги в Первую, в которой он провёл всего 4 игры. В итоге Мансурян вернулся в Иран, в «Эстегляль».
Мансурян завершил свою карьеру профессионального футболиста по окончании сезона 2007/08, в котором он был капитаном «Эстегляля».

## Международная карьера
Мансурян 46 раз выходил на поле в составе сборной Ирана, забив за неё 8 голов. Он также принимал участие в чемпионате мира 1998 года.

## Тренерская карьера
Мансурян в течение 4-х месяцев в 2009 году возглавлял клуб «ПАС Хамадан». В августе 2010 года Афшин Готби, главный тренер сборной Ирана по футболу, выбрал его в качестве в своего ассистента. После отставки Готби Мансурян временно исполнял обязанности главного тренера сборной до назначения на этот пост Карлуша Кейроша. Мансурян руководил сборной в единственном матче: товарищеской игре против сборной России, закончившейся минимальной победой иранцев (1:0).
28 апреля 2011 года Мансурян был назначен на должность главного тренера олимпийской сборной Ирана. 2 января 2014 года он ушёл с этого поста, будучи заменённым на Нелу Вингада. 31 мая 2014 года Мансурян стал главным тренером клуба иранской Про-лиги «Нафт Тегеран».

## Статистика

### Клубная статистика
|          |                 |                   | Лига | Лига |
| Сезон    | Клуб            | Лига              | Игры | Голы |
| Греция   | Греция          | Греция            | Лига | Лига |
| -------- | --------------- | ----------------- | ---- | ---- |
| 1998/99  | Ксанти          | Альфа Этники      | 23   | 0    |
| 1999/00  | Аполлон Смирнис | Альфа Этники      | 7    | 1    |
| Германия | Германия        | Германия          | Лига | Лига |
| 2000/01  | Санкт-Паули     | Вторая Бундеслига | 11   | 0    |
| 2001/02  | Санкт-Паули     | Бундеслига        | 4    | 0    |
| Иран     | Иран            | Иран              | Лига | Лига |
| 2002/03  | Эстегляль       | Про-лига          | 16   | 0    |
| 2003/04  | Эстегляль       | Про-лига          | 14   | 2    |
| 2004/05  | Эстегляль       | Про-лига          | 26   | 2    |
| 2005/06  | Эстегляль       | Про-лига          | 25   | 0    |
| 2006/07  | Эстегляль       | Про-лига          | 23   | 2    |
| 2007/08  | Эстегляль       | Про-лига          | 26   | 2    |
| Страна   | Иран            | Иран              | 130  | 8    |
| Всего    | Всего           | Всего             | 175  | 9    |

### Тренерская статистика
| Команда          | С              | По               | Результат | Результат | Результат | Результат | Результат | Результат | Результат | Результат |
| Команда          | С              | По               | И         | Поб       | Н         | Пор       | ЗГ        | ПГ        | +/-       | Поб. %    |
| ---------------- | -------------- | ---------------- | --------- | --------- | --------- | --------- | --------- | --------- | --------- | --------- |
| ПАС Хамадан      | 6 июля 2009    | 4 октября 2009   | 10        | 1         | 3         | 6         | 9         | 16        | −7        | 010,00    |
| Иран             | 22 января 2011 | 9 февраля 2011   | 1         | 1         | 0         | 0         | 1         | 0         | +1        | 100,00    |
| Иран (до 23 лет) | 28 апреля 2011 | 17 февраля 2012  | 3         | 2         | 0         | 1         | 3         | 3         | +0        | 066,67    |
| Иран (до 22 лет) | 1 марта 2012   | 2 января 2014    | 14        | 12        | 1         | 1         | 33        | 11        | +22       | 085,71    |
| Нафт Тегеран     | 1 июня 2014    | 1 июня 2016      | 77        | 39        | 20        | 18        | 112       | 73        | +39       | 050,65    |
| Эстегляль        | 1 июня 2016    | 20 сентября 2017 | 50        | 26        | 13        | 11        | 76        | 51        | +25       | 052,00    |
| Всего            | Всего          | Всего            | 155       | 81        | 37        | 37        | 233       | 153       | +80       | 052,26    |

## Достижения

### В качестве игрока
«Эстегляль»
- Чемпионат Ирана (2): 1997/98, 2005/06, 2-е место (1): 2003/04
- Кубок Ирана (2) 1995/96, 2007/08, финалист (1): 2003/04

### В качестве тренера
«Нафт» Тегеран
- Финалист Кубка Ирана: 2014/15

«Эстегляль»
- Серебряный призёр Про-лиги Персидского залива: 2016/17